# USS Billings
L'USS Billings (LCS-15) est un littoral combat ship de classe Freedom de l’United States Navy. Il est le premier navire américain nommé d’après la ville de Billings (Montana).

## Conception
En 2002, l’US Navy a lancé un programme visant à développer le premier d’une flotte de littoral combat ships. La Navy a d’abord commandé à Lockheed Martin deux navires monocoques, qui sont devenus connus sous le nom de navires de combat côtiers de la classe Freedom, d’après le premier navire de la classe, l’USS Freedom,. Les navires de combat côtiers aux numéros impairs de l’US Navy sont construits en utilisant la conception monocoque de classe Freedom, tandis que les navires aux numéros pairs sont basés sur une conception concurrente, le navire de combat littoral de classe Independence à coque trimaran de General Dynamics. La commande initiale de navires de combat côtiers concernait un total de quatre navires, dont deux de la classe Freedom. L’USS Billings est le huitième navire de combat côtier de classe Freedom à être construit.
L’USS Billings comprend des améliorations de stabilité supplémentaires par rapport à la conception originale de la classe Freedom. Le tableau arrière a été allongé et des réservoirs de flottabilité ont été ajoutés à l’arrière pour augmenter le poids et améliorer la stabilité. Le navire sera également équipé de capteurs automatisés pour permettre une « maintenance basée sur les conditions » et réduire le surmenage de l’équipage et les problèmes de fatigue que le navire a rencontrés lors de son premier déploiement.

## Carrière
Fincantieri Marinette Marine a remporté le contrat de construction du navire le 4 mars 2013. La construction a commencé le 20 octobre 2014 et il a été lancé le 1er juillet 2017. Il est basé à la base navale de Mayport, en Floride, et affecté au Littoral Combat Ship Squadron Two. En juin 2019, l’USS Billings s’est rendu à Cleveland, dans l’Ohio. L’USS Billings a subi des dommages après avoir heurté le Rosaire Desgagnés, un vraquier à Montréal, Québec, Canada. L’accident s’est produit le 24 juin 2019. L’aile tribord de la passerelle du navire a été endommagée à la suite de la collision. L’USS Billings a été officiellement mis en service à Key West, en Floride, le 3 août 2019.
Le 4 juillet 2021, un contingent de son équipage s’est rendu dans la ville éponyme de leur navire pour célébrer le Jour de l'Indépendance. Plus tard, le 10 du même mois, le navire et la marine de la République dominicaine ont mené un exercice de passage (PASSEX). Le 24 août, l’USS Billings et le Burlington ont été envoyés pour fournir des secours à Haïti après un tremblement de terre de magnitude 7,2 qui a frappé le pays le 14 août.

## Galerie

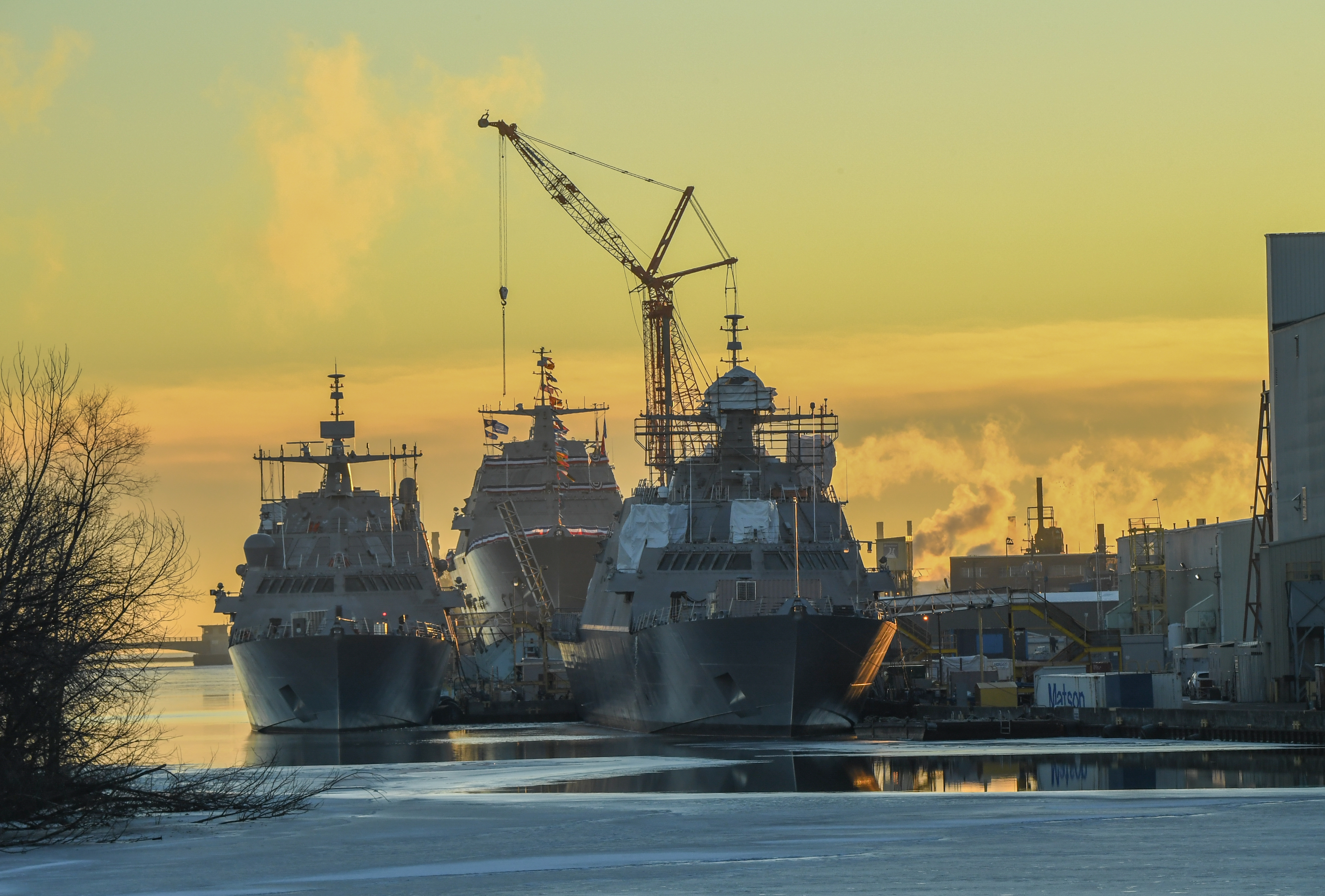
Le Billings, l’Indianapolis et l’St. Louis au chantier naval Fincantieri Marinette Marine le 15 décembre 2018
- Lancement latéral de l’USS Billings dans la rivière Menominee à Marinette (Wisconsin) le 1er juillet 2017